# Croazia all'Eurovision Song Contest
La Croazia ha debuttato all'Eurovision Song Contest nel 1993, dopo la dissoluzione della Federazione Jugoslava. Nel 1993 la Croazia, assieme ad altre sei nazioni che desideravano partecipare all'Eurovision Song Contest per la prima volta, dovette partecipare ad una semifinale che si svolse a Lubiana: si classificò al terzo posto e poté così partecipare all'Eurovision Song Contest 1993.
Non ha raggiunto la finale dal 2010 al 2013. Si ritira a partire dall'edizione 2014, tuttavia ritornerà, dopo due anni, nell'edizione 2016 riuscendo a qualificarsi alla finale dopo 7 anni.
Il miglior risultato nel contest, dopo il quarto posto nel 1996 e nel 1999, è stato ottenuto dal cantautore Baby Lasagna con la canzone Rim Tim Tagi Dim, la quale, dopo aver superato con successo la prima semifinale, si è piazzato al secondo posto con 547 punti, il primo podio in finale sin dalla prima partecipazione del paese.	

## Partecipazioni
- Primo posto
- Secondo posto
- Terzo posto
- Ultimo posto

| Anno                                    | Artista                    | Canzone                | Lingua            | Posizione           | Posizione           | Posizione                | Posizione                |
| Anno                                    | Artista                    | Canzone                | Lingua            | Finale              | Punti               | Semi                     | Punti                    |
| --------------------------------------- | -------------------------- | ---------------------- | ----------------- | ------------------- | ------------------- | ------------------------ | ------------------------ |
| 1993                                    | Put                        | Don't Ever Cry         | Croato, inglese   | 15º                 | 31                  | 3º                       | 51                       |
| 1994                                    | Tony Cetinski              | Nek'ti bude ljubav sva | Croato            | 16º                 | 27                  | Niente semifinali        | Niente semifinali        |
| 1995                                    | Magazin & Lidija           | Nostalgija             | Croato            | 5º                  | 91                  | Niente semifinali        | Niente semifinali        |
| 1996                                    | Maja Blagdan               | Sveta ljubav           | Croato            | 4º                  | 98                  | 19º                      | 30                       |
| 1997                                    | E.N.I.                     | Probudi me             | Croato            | 17º                 | 24                  | Niente semifinali        | Niente semifinali        |
| 1998                                    | Danijela                   | Neka mi ne svane       | Croato            | 5º                  | 131                 | Niente semifinali        | Niente semifinali        |
| 1999                                    | Doris Dragović             | Marija Magdalena       | Croato            | 4º                  | 118                 | Niente semifinali        | Niente semifinali        |
| 2000                                    | Goran Karan                | Kada zaspu andeli      | Croato            | 9º                  | 70                  | Niente semifinali        | Niente semifinali        |
| 2001                                    | Vanna                      | Strings of My Heart    | Inglese           | 10º                 | 42                  | Niente semifinali        | Niente semifinali        |
| 2002                                    | Vesna Pisarović            | Everything I Want      | Inglese           | 11º                 | 44                  | Niente semifinali        | Niente semifinali        |
| 2003                                    | Claudia Beni               | Vise nisam tvoja       | Croato, inglese   | 15º                 | 29                  | Niente semifinali        | Niente semifinali        |
| 2004                                    | Ivan Mikulić               | You Are the Only One   | Inglese           | 12º                 | 50                  | 9º                       | 72                       |
| 2005                                    | Boris Novković feat. Lado  | Vukovi umiru sami      | Croato            | 11º                 | 115                 | 4º                       | 169                      |
| 2006                                    | Severina                   | Moja štikla            | Croato            | 12º                 | 56                  | Top 11 l'anno precedente | Top 11 l'anno precedente |
| 2007                                    | Dragonfly feat. Dado Topić | Vjerujem u ljubav      | Croato, inglese   | Non qualificata     | Non qualificata     | 16º                      | 54                       |
| 2008                                    | Kraljevi Ulice & 75 Cents  | Romanca                | Croato            | 21º                 | 44                  | 4º                       | 112                      |
| 2009                                    | Igor Cukrov feat. Andrea   | Lijepa Tena            | Croato            | 18º                 | 45                  | 13º                      | 33                       |
| 2010                                    | Feminnem                   | Lako je sve            | Croato            | Non qualificata     | Non qualificata     | 13º                      | 33                       |
| 2011                                    | Daria Kinzer               | Celebrate              | Inglese           | Non qualificata     | Non qualificata     | 15º                      | 41                       |
| 2012                                    | Nina Badrić                | Nebo                   | Croato            | Non qualificata     | Non qualificata     | 12º                      | 42                       |
| 2013                                    | Klapa s mora               | Mižerja                | Croato            | Non qualificata     | Non qualificata     | 13º                      | 38                       |
| Nessuna partecipazione dal 2014 al 2015 |                            |                        |                   |                     |                     |                          |                          |
| 2016                                    | Nina Kraljić               | Lighthouse             | Inglese           | 23º                 | 73                  | 10º                      | 133                      |
| 2017                                    | Jacques Houdek             | My Friend              | Inglese, italiano | 13º                 | 128                 | 8º                       | 141                      |
| 2018                                    | Franka Batelić             | Crazy                  | Inglese           | Non qualificata     | Non qualificata     | 17º                      | 24                       |
| 2019                                    | Roko Blažević              | The Dream              | Inglese, croato   | Non qualificata     | Non qualificata     | 14º                      | 64                       |
| 2020                                    | Damir Kedžo                | Divlji vjetre          | Croato            | Edizione cancellata | Edizione cancellata | Edizione cancellata      | Edizione cancellata      |
| 2021                                    | Albina                     | Tick-Tock              | Inglese, croato   | Non qualificata     | Non qualificata     | 11º                      | 110                      |
| 2022                                    | Mia Dimšić                 | Guilty Pleasure        | Inglese, croato   | Non qualificata     | Non qualificata     | 11º                      | 75                       |
| 2023                                    | Let 3                      | Mama šč!               | Croato            | 13º                 | 123                 | 8º                       | 73                       |
| 2024                                    | Baby Lasagna               | Rim Tim Tagi Dim       | Inglese           | 2º                  | 547                 | 1º                       | 177                      |
| 2025                                    | Marko Bošnjak              | Poison Cake            | Inglese           | Non qualificata     | Non qualificata     | 12º                      | 28                       |

Note
1. ↑   Nel 1993 c'è stata una pre-qualificazione televisiva per 7 paesi, il Kvalifikacija za Millstreet per aggiudicarsi gli ultimi 3 posti che spettavano ai paesi debuttanti.
2. ↑  Nel 1996, c'è stata una pre-qualificazione audio per tutti i paesi in gara.
3. ↑   Dal 2004 al 2007 le nazioni della top ten della finale (esclusi i Big Four) accedevano di diritto alla finale dell'edizione successiva. Nel 2005 la Croazia si è classificata 11ª, e l'anno seguente avrebbe dovuto competere nella semifinale. Con il ritiro della Serbia e Montenegro dalla competizione, si è deciso che il paese avrebbe preso il suo posto tra i paesi già qualificati di diritto alla finale.
4. ↑  Nel 2009 una giuria aveva il compito di ripescare un paese tra quelli classificatisi al di sotto del nono posto.
5. ↑  L'Eurovision Song Contest 2020 è stato cancellato a causa della pandemia di COVID-19

## Statistiche di voto
Fino al 2025, le statistiche di voto della Croazia sono:
| # | Stato                | Punti |
| - | -------------------- | ----- |
| 1 | Serbia               | 157   |
| 2 | Italia               | 147   |
| 3 | Bosnia ed Erzegovina | 144   |
| 4 | Slovenia             | 118   |
| 4 | Ucraina              | 96    |

| # | Stato                | Punti |
| - | -------------------- | ----- |
| 1 | Slovenia             | 155   |
| 2 | Bosnia ed Erzegovina | 115   |
| 3 | Malta                | 91    |
| 4 | Macedonia del Nord   | 77    |
| 5 | Austria              | 76    |

| # | Stato                | Punti |
| - | -------------------- | ----- |
| 1 | Serbia               | 247   |
| 2 | Slovenia             | 206   |
| 3 | Bosnia ed Erzegovina | 194   |
| 4 | Ucraina              | 175   |
| 5 | Macedonia del Nord   | 157   |

| # | Stato                | Punti |
| - | -------------------- | ----- |
| 1 | Slovenia             | 277   |
| 2 | Bosnia ed Erzegovina | 176   |
| 3 | Macedonia del Nord   | 172   |
| 4 | Austria              | 156   |
| 5 | Serbia               | 155   |

## Altri premi ricevuti

### Marcel Bezençon Award
I Marcel Bezençon Awards sono stati assegnati per la prima volta durante l'Eurovision Song Contest 2002 a Tallinn, in Estonia, in onore delle migliori canzoni in competizione nella finale. Fondato da Christer Björkman (rappresentante della Svezia nel 1992 e capo della delegazione per la Svezia fino al 2021) e Richard Herrey (membro del gruppo Herreys, rappresentante della Svezia e vincitore nel 1984), i premi prendono il nome del creatore del concorso, Marcel Bezençon.
I premi sono suddivisi in 3 categorie:
- Press Award: per la canzone più votata da stampa e media accreditati durante l'evento.
- Artistic Award: per il miglior artista, votato fino al 2009 dai vincitori delle precedenti edizioni; a partire dal 2010 viene votato dai commentatori.
- Composer Award: per la miglior composizione musicale, votata da una giuria di compositori.

| Anno | Categoria   | Artista      | Canzone          | Compositore   |
| ---- | ----------- | ------------ | ---------------- | ------------- |
| 2024 | Press Award | Baby Lasagna | Rim Tim Tagi Dim | Marko Purišić |

### OGAE Eurovision Song Contest Poll
L'OGAE Eurovision Song Contest Poll è la classifica fatta dai gruppi dell'OGAE, organizzazione internazionale che consiste in una rete di oltre 40 fan club del Contest di vari paesi europei e non. Come ogni anno, i membri dell'OGAE hanno l'opportunità di votare per la loro canzone preferita prima della gara e i risultati sono stati pubblicati sul sito web dell'organizzazione.
| Anno | Categoria | Artista      | Canzone          | Compositore   |
| ---- | --------- | ------------ | ---------------- | ------------- |
| 2024 | OGAE 2024 | Baby Lasagna | Rim Tim Tagi Dim | Marko Purišić |

### Barbara Dex Award
Il Barbara Dex Award è un riconoscimento non ufficiale con il quale viene premiato l'artista peggio vestito all'Eurovision Song Contest. Prende il nome dall'omonima artista belga che nell'edizione del 1993 si è presentata con un abito che lei stessa aveva confezionato e che aveva attirato l'attenzione negativa dei commentatori e del pubblico.
| Anno | Categoria         | Artista      | Canzone    | Compositore                  |
| ---- | ----------------- | ------------ | ---------- | ---------------------------- |
| 2016 | Barbara Dex Award | Nina Kraljić | Lighthouse | Andreas Grass, Nikola Paryla |

## Trasmissione dell'evento
La HRT, in quanto membro rappresentativo dell'Unione europea di radiodiffusione per la Croazia, ha i diritti di trasmissione dell'evento:
| Anno | Commentatori                                         | Commentatori                                         | Trasmissione                                         | Trasmissione                                         | Portavoce                                            |
| Anno | Semifinali                                           | Finale                                               | Semifinali                                           | Finale                                               | Portavoce                                            |
| ---- | ---------------------------------------------------- | ---------------------------------------------------- | ---------------------------------------------------- | ---------------------------------------------------- | ---------------------------------------------------- |
| 1993 | Nessuna semifinale                                   | Aleksandar Kostadinov                                | Nessuna semifinale                                   | HTV 1                                                | Velimir Đuretić                                      |
| 1994 | Nessuna semifinale                                   | Aleksandar Kostadinov                                | Nessuna semifinale                                   | HRT 1                                                | Helga Vlahović                                       |
| 1995 | Nessuna semifinale                                   | Aleksandar Kostadinov                                | Nessuna semifinale                                   | HRT 1                                                | Daniela Trbović                                      |
| 1996 | Nessuna semifinale                                   | Aleksandar Kostadinov                                | Nessuna semifinale                                   | HRT 1                                                | Daniela Trbović                                      |
| 1997 | Nessuna semifinale                                   | Aleksandar Kostadinov                                | Nessuna semifinale                                   | HRT 1                                                | Davor Meštrović                                      |
| 1998 | Nessuna semifinale                                   | Aleksandar Kostadinov                                | Nessuna semifinale                                   | HRT 1                                                | Davor Meštrović                                      |
| 1999 | Nessuna semifinale                                   | Aleksandar Kostadinov                                | Nessuna semifinale                                   | HRT 1                                                | Marko Rašica                                         |
| 2000 | Nessuna semifinale                                   | Sconosciuto                                          | Nessuna semifinale                                   | HRT 1                                                | Marko Rašica                                         |
| 2001 | Nessuna semifinale                                   | Sconosciuto                                          | Nessuna semifinale                                   | HRT 1                                                | Daniela Trbović                                      |
| 2002 | Nessuna semifinale                                   | Ante Batinović                                       | Nessuna semifinale                                   | HRT 1                                                | Duško Čurlić                                         |
| 2003 | Nessuna semifinale                                   | Daniela Trbović                                      | Nessuna semifinale                                   | HRT 1                                                | Davor Meštrović                                      |
| 2004 | Sconosciuto                                          | Sconosciuto                                          | HRT 2                                                | HRT 1                                                | Barbara Kolar                                        |
| 2005 | Sconosciuto                                          | Sconosciuto                                          | HRT 2                                                | HRT 1                                                | Barbara Kolar                                        |
| 2006 | Duško Čurlić                                         | Duško Čurlić                                         | HRT 2                                                | HRT 1                                                | Mila Horvat                                          |
| 2007 | Duško Čurlić                                         | Duško Čurlić                                         | HRT 1                                                | HRT 1                                                | Barbara Kolar                                        |
| 2008 | Duško Čurlić                                         | Duško Čurlić                                         | HRT 2                                                | HRT 1                                                | Barbara Kolar                                        |
| 2009 | Duško Čurlić                                         | Duško Čurlić                                         | HRT 2                                                | HRT 1                                                | Mila Horvat                                          |
| 2010 | Duško Čurlić                                         | Duško Čurlić                                         | HRT 2                                                | HRT 1                                                | Mila Horvat                                          |
| 2011 | Duško Čurlić                                         | Duško Čurlić                                         | HRT 1                                                | HRT 1                                                | Nevena Rendeli                                       |
| 2012 | Duško Čurlić                                         | Duško Čurlić                                         | HRT 1                                                | HRT 1                                                | Nevena Rendeli                                       |
| 2013 | Duško Čurlić Robert Urlić                            | Duško Čurlić Robert Urlić                            | HRT 2                                                | HRT 1 HR 2                                           | Uršula Tolj                                          |
| 2014 | Nessuna trasmissione                                 | Aleksandar Kostadinov                                | Nessuna trasmissione                                 | HRT 1 HR 2                                           | Non partecipante                                     |
| 2015 | Nessuna trasmissione                                 | Nessuna trasmissione                                 | Nessuna trasmissione                                 | Nessuna trasmissione                                 | Nessuna trasmissione                                 |
| 2016 | Duško Čurlić Zlatko Turkalj                          | Duško Čurlić Zlatko Turkalj                          | HRT 1 HR 2                                           | HRT 1 HR 2                                           | Nevena Rendeli                                       |
| 2017 | Duško Čurlić Zlatko Turkalj                          | Duško Čurlić Zlatko Turkalj                          | HRT 1 HR 2                                           | HRT 1 HR 2                                           | Uršula Tolj                                          |
| 2018 | Duško Čurlić                                         | Duško Čurlić                                         | HRT 1 HR 2                                           | HRT 1 HR 2                                           | Uršula Tolj                                          |
| 2019 | Duško Čurlić                                         | Duško Čurlić                                         | HRT 1 HR 2                                           | HRT 1 HR 2                                           | Monika Lelas Halambek                                |
| 2020 | Evento cancellato a causa della pandemia di COVID-19 | Evento cancellato a causa della pandemia di COVID-19 | Evento cancellato a causa della pandemia di COVID-19 | Evento cancellato a causa della pandemia di COVID-19 | Evento cancellato a causa della pandemia di COVID-19 |
| 2021 | Duško Čurlić Zlatko Turkalj                          | Duško Čurlić Zlatko Turkalj                          | HRT 1 HR 2                                           | HRT 1 HR 2                                           | Ivan Dorian Molnar                                   |
| 2022 | Duško Čurlić Zlatko Turkalj                          | Duško Čurlić Zlatko Turkalj                          | HRT 1 HR 2                                           | HRT 1 HR 2                                           | Ivan Dorian Molnar                                   |
| 2023 | Duško Čurlić Zlatko Turkalj                          | Duško Čurlić Zlatko Turkalj                          | HRT 1 HR 2                                           | HRT 1 HR 2                                           | Maja Ciglenečki                                      |
| 2024 | Duško Čurlić Zlatko Turkalj                          | Duško Čurlić Zlatko Turkalj                          | HRT 1 HR 2                                           | HRT 1 HR 2                                           | Ivan Dorian Molnar                                   |
| 2025 | Duško Čurlić Zlatko Turkalj                          | Duško Čurlić Zlatko Turkalj                          | HRT 1 HR 2                                           | HRT 1 HR 2                                           | Doris Pinčić                                         |

Note:
1. 1 2 3  Solo per la trasmissione televisiva.
2. 1 2 3  Solo per la trasmissione radiofonica.

## Croazia come parte della Jugoslavia all'Eurovision Song Contest
Per tredici volte una canzone di lingua croata, tra cui una ritirata, fu designata rappresentante della Jugoslavia all'Eurovision Song Contest. Nel 1989 la canzone Rock Me cantata dal gruppo croato dei Riva vinse la manifestazione. L'anno successivo a Zagabria si svolse l'Eurovision Song Contest 1990.
- Primo posto
- Secondo posto
- Terzo posto
- Ultimo posto

| Anno | Artista                          | Canzone              | Lingua                | Posizione | Posizione |
| Anno | Artista                          | Canzone              | Lingua                | Finale    | Punti     |
| ---- | -------------------------------- | -------------------- | --------------------- | --------- | --------- |
| 1963 | Vice Vukov                       | Brodovi              | Serbo-croato          | 11º       | 3         |
| 1965 | Vice Vukov                       | Čežnja               | Serbo-croato          | 12º       | 2         |
| 1968 | Luci Capurso & Hamo Hajdarhodžić | Jedan dan            | Serbo-croato          | 7º        | 8         |
| 1969 | Ivan & Los M's                   | Pozdrav svijetu      | Serbo-croato          | 13º       | 5         |
| 1971 | Krunoslav Slabinac               | Tvoj dječak je tužan | Serbo-croato          | 14º       | 68        |
| 1972 | Tereza Kesovija                  | Muzika i ti          | Serbo-croato          | 9º        | 87        |
| 1983 | Daniel Popović                   | Julie                | Serbo-croato          | 4º        | 125       |
| 1985 | Zorica Kondža feat. Josip Genda  | Pokora               | Serbo-croato          | Ritirata  | Ritirata  |
| 1986 | Doris Dragović                   | Željo moja           | Serbo-croato          | 11º       | 49        |
| 1987 | Novi Fosili                      | Ja sam za ples       | Serbo-croato          | 4º        | 92        |
| 1988 | Srebrna Krila                    | Mangup               | Serbo-croato          | 6º        | 87        |
| 1989 | Riva                             | Rock Me              | Serbo-croato, inglese | 1º        | 137       |
| 1990 | Tajči                            | Hajde da ludujemo    | Serbo-croato          | 7º        | 81        |